# 2253 Espinette
2253 Espinette eller 1932 PB är en asteroid i huvudbältet som korsar Mars omloppsbana. Den upptäcktes 30 juli 1932 av den belgisk-amerikanske astronomen George Van Biesbroeck vid Yerkesobservatoriet i Williams Bay, Wisconsin. Den har den fått namn efter upptäckarens bostad i Williams Bay.